# 大屋明啓
大屋 明啓（おおや みつよし、生年不詳 - 嘉永3年5月21日（1850年6月30日））は、江戸時代後期の旗本。幼名は右京、通称は図書。官途は従五位下遠江守。
先手鉄砲頭、天保12年（1841年）8月10日から天保13年（1842年）9月30日まで火付盗賊改方を勤めたのち、同年10月3日に佐渡奉行を拝命し、同14年5月28日に相川に着任した。佐渡奉行在任中は、知行1150石、役料1500俵100人扶持。弘化2年（1845年）4月小普請奉行となる。
嘉永元年（1848年）11月1日に長崎奉行（第102代）に就任し、翌年3月28日に着任。同年6月には地役人に学問に励むよう命を出した。嘉永3年5月21日、在任中に長崎で没した（喪を発したのは25日）。墓所は本蓮寺。